# Wil·lemseïta
La wil·lemseïta és un mineral de la classe dels fil·losilicats, i dins d'aquesta pertany a l'anomenat “grup del talc”. Va ser descoberta l'any 1968 a una mina de Barberton, província de Mpumalanga (Sud-àfrica), sent nomenada així en honor de Johannes Willemse, geòleg sud-africà.
Un sinònim poc usat és: conarita.

## Característiques químiques
És un silicat hidroxilat de níquel, amb estructura molecular de fil·losilicat en fulles de mica compostes d'anells de tetraedres i octàedres.
A més dels elements de la seva fórmula, sol portar com a impureses: magnesi, alumini, ferro, cobalt, calci i aigua.

## Formació i jaciments
Es forma com a mineral secundari en un sill de roques ígnies riques en níquel.
Sol trobar-se associat a altres minerals com: trevorita ferrosa, nimita, violarita, mil·lerita, reevesita, goethita o òpal.

## Usos
Pot ser extret com a mena del metall de níquel.